# 延安广播电视台
延安广播电视台是中華人民共和國陕西省延安市的一家市級廣播電視媒體，亦為中共延安市委直屬的正處級事業單位。

## 简史
2001年7月，延安电视台、延安有线电视台以及延安人民广播电台合并组建延安广播电视台。2018年5月19日，延安广播电视台旗下两个电视频道实现高标清16:9同播。5月21日，《延安新闻》实现高清制作和播出。

## 频道列表

### 电视服务
延安广播电视台的电视服务源于1986年8月1日成立的延安电视台和1993年4月筹建的延安有线电视台，2001年7月，延安电视台与延安有线电视台合并，现有2个电视频道。
| 頻道名稱     | 语言        | 广播格式                    | 啟播時間                                   | 频道前身                          | 備註 | 備註 |
| 社会综合频道 | 普通話      | SD: PAL 576i 16:9 HD: 1080i | 标清版：1986年8月1日 高清版：2018年5月19日 | 延安电视台 延安电视台新闻综合频道 | 延安市第一个无线电视频道，以新聞、時事、專題類節目為主的综合性电视频道                                   |      |
| 公共频道     | 普通話 晋语 | SD: PAL 576i 16:9 HD: 1080i | 标清版：1994年 高清版：2018年5月19日       | 延安有线电视台                    | 延安市第一個有線電視頻道，以生活服务节目和延安市下辖各县（市、区）之自制电视節目為主的政策性综合電視頻道 |      |

### 广播服务
延安广播电视台的广播服务源于1990年6月成立的延安广播新闻中心，1991年12月30日，正式成立延安人民广播电台，1994年12月30日正式播出，现有2个广播频率。
| 頻道名稱     | 语言   | 频道频率 | 啟播時間       | 频道前身         | 備註                                                                       |
| 新闻综合广播 | 普通話 | FM107.7  | 1991年12月30日 | 延安人民广播电台 | 延安市第一个广播频率，以新聞、時事、專題、公益、監督類節目為主的綜合頻率   |
| 交通音乐广播 | 普通話 | FM98.7   | 2007年         |                  | 主要為駕車人士服務的頻率，提供路況播報、生活資訊、服務以及音樂、娛樂類節目 |